# الاحتلال الياباني للهند الشرقية الهولندية
احتلت الإمبراطورية اليابانية الهند الشرقية الهولندية، المعروفة الآن بإندونيسيا، خلال فترة الحرب العالمية الثانية من مارس 1942 وحتى بعد نهاية الحرب في سبتمبر 1945، كانت تلك الفترة واحدة من أكثر الفترات أهمية في التاريخ الإندونيسي، حيث كانت الهند الشرقية الهولندية عبارة عن مستعمرة هولندية في السابق منذ عام 1819. بالرغم من أن هولندا ذاتها كانت مُحتلة من قِبل ألمانيا في عام 1940، وبالتالي لم يكن لديها القدرة الكافية للدفاع عن مستعمراتها ضد الجيش الامبراطوري الياباني، وبأقل من ثلاثة أشهر بعد الهجوم الأول على جزيرة بورنيو، حيث اجتاحت البحرية اليابانية والجيش الياباني كلًا من القوات الهولندية والقوات المتحالفة معها. في بادئ الأمر كان الوجود الياباني مُرحبًا به من قِبل معظم الإندونيسيين باعتبارهم محررين من الاستعمار الهولندي. لكن مع ذلك تغيّر شعور السعادة هذا عندما أدرك الإندونيسيون بأنه من المتوقّع أن يتحمّلوا مصاعب وتكلفة المجهود الحربي الياباني. وفي الفترة بين عام 1944و1945، تخطّت قوات الحلفاء إندونيسيا إلى حد بعيد ولم تقاتل في طريقها للمدن ذات الكثافة السكانية العالية مثل جاوة وسومطرة. وبالتالي كانت معظم إندونيسيا ماتزال تحت قبضة الاحتلال الياباني حين استسلامها في أغسطس 1945.
كان الاحتلال بمثابة التحدّي الأول والجاد بالنسبة للهولنديين في إندونيسيا، حيث أنهى الحكم الاستعماري الهولندي، ومع انتهائه، كانت التغييرات عديدة جدًا واستثنائيّة، بحيث كانت نقطة تحوّل لاحقة وهي الثورة الوطنية الإندونيسية، والتي كانت ممكنة في الوقت الذي لم يكن لها أن تولد قبل ثلاث سنوات فقط. وعلى عكس الهولنديين، فقد سهّل اليابانيون إضفاء الطابع السياسي على الإندونيسيين وصولًا لمستوى القرية. قام اليابانيون بتعليم وتدريب العديد من الشباب الإندونيسي وتسليحهم وأعطوا صوتهم لقادتهم الوطنيين بخاصة في جاوة، وبشكل أقل في سومطرة. وهكذا، خلق الاحتلال الياباني الظروف الملائمة لإعلان الاستقلال الإندونيسي وذلك عبر تدمير نظام الاحتلال الهولندي، وتسهيل النزعة القومية الإندونيسية، خلال عشرة أيام من استسلام اليابان في المحيط الهادئ. سعت هولندا بالرغم من ذلك لاستعادة جزر الهند، تبِع ذلك صراع دبلوماسي وعسكري واجتماعي دام خمس سنوات، مما أدى إلى اعتراف هولندا بالسياسة الإندونيسية في شهر ديسمبر من عام 1949.

## الخلفية التاريخية
كانت إندونيسيا مستعمرة من قِبل هولندا، وذلك حتى عام 1942، كانت تعرف باسم الهند الشرقية الهولندية. وفي عام 1929 أثناء الصحوة الوطنية الإندونيسية، توقّع الزعماء الوطنيون الإندونيسيون «سوكارنو» و«محمد حتّا» -الرئيس المؤسس اللاحق ونائب الرئيس-حربًا في المحيط الهادئ وأن التقدم الياباني الحاصل في إندونيسيا قد يصب في مصلحتهم ويكون مفيدًا لقضية الاستقلال.
نشر اليابانيون كلمة بأنهم (نور آسيا)، فقد كانت اليابان الدولة الوحيدة التي نجحت في تحويل نفسها لمجتمع تكنولوجي حديث في نهاية القرن التاسع عشر، وحافظت على استقلالها في الوقت الذي كانت فيه معظم الدول الآسيوية تحت السلطة الأوروبية أو الأمريكية، وهُزمت روسيا التي تُعدّ القوة الأوروبية في الحرب. وجّهت اليابان انتباهها إلى جنوب شرق آسيا وذلك بعد حملتها العسكرية في الصين، قامت بدعوة كل الآسيويين الآخرين إلى المشاركة في منطقة مزدهرة في شرق آسيا الكبير، التي وُصِفت بأنها منطقة تجارية خاضعة لسلطة اليابان قام اليابانيون تدريجيًا بنشر نفوذهم عبر آسيا وذلك في النصف الأول من القرن العشرين، حيث أقاموا في عشرينيات وثلاثينيات القرن الماضي روابط تجارية في جزر الهند. ضمّت كلًا من الحلاقين، استديوهات التصوير ومحلات الباعة لبلدة صغيرة وصولًا إلى المتاجر الكبرى والشركات مثل سوزوكي، ميتسوبيشي ليصبحوا مشاركين في تجارة السكر.
بلغت الكثافة السكانية اليابانية ذروتها في عام 1931 حيث بلغ عدد السكان 6949 قبل أن يبدأ بالانخفاض التدريجي، ويرجع ذلك بشكل كبير إلى التوترات الاقتصادية بين اليابان وحكومة جزر الهند الهولندية. بعثت حكومة اليابان عددًا من اليابانيين ليُكوّنوا روابط مع القوميين الإندونيسيين، وبخاصة مع الأحزاب الإسلامية، في حين دُعي القوميين الإندونيسيين لزيارة اليابان. مثل هذا التشجيع للقوميين ما كان إلا جزءًا من الخطة اليابانية بعيدة المدى وهي (آسيا للآسيويين). بينما كان معظم الإندونيسيين يأملون في تحقيق الوعد الياباني بإنهاء النظام العِرقي الهولندي، كان الإندونيسيين الصينيين الذين تمتّعوا بمكانة مميزة أثناء الحكم الهولندي أقل تفاؤلًا. ظهر قلق واضح على أعضاء الحزب الشيوعي الإندونيسي التابعين لجبهة الاتحاد السوفيتي الشعبية الموحدة ضد الفاشية، كما سببت الهجمات اليابانية في أواخر ثلاثينيات القرن الماضي على منطقة منشوريا شرق آسيا والصين قلقًا للصينيين في إندونيسيا ممن جمعوا أموالًا لدعم الجهود المضادة لليابان. راقبت أجهزة الاستخبارات الهولندية أيضًا حياة اليابانيين في إندونيسيا.
عام 1941، قدّمت المنظمة الإندونيسية «Madjlis Rakjat» والتي تضمّ مجموعات دينية، سياسية ونقابيّة، مذكّرة دبلوماسية إلى حكومة جزر الهند الشرقية الهولندية مطالبة فيها تجنيد الشعب الإندونيسي لمواجهة تهديدات الحرب. رُفضت المذكّرة من قِبل الحكومة لأنها لم تعتبر أن المنظمة تُمثّل أفراد الشعب، وفي غضون أربعة أشهر فقط، اجتاحت القوات اليابانية الأرخبيل (الجزر الهندية المتجاورة).

## الغزو

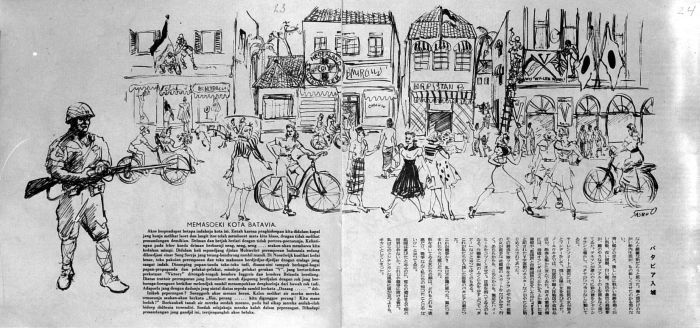
مجموعة متحف تروبين رسم تخطيطي لدخول اليابان إلى باتافيا كما تخيلها اليابانيون

أعلنت الحكومة الهولندية في المنفى الحرب على اليابان في الثامن من ديسمبر عام 1941، لتتشكّل على إثرها القيادة الأمريكية البريطانية الهولندية الأسترالية (إيه بي دي إيه سي أو إم) تحت قيادة الجنرال «أرتشيبالد وافال» وذلك لربط وتنسيق قوات الحلفاء في جنوب شرق آسيا. ذهب كبار مسؤولي الحكومة الهولندية إلى المنفى في الأسابيع التي سبقت الغزو؛ نقلوا فيها السجناء السياسيين، العائلة والموظفين الشخصيين إلى أستراليا. كانت الصراعات قائمة بين الجماعات الإندونيسية المتنافسة حتى قبل وصول القوات اليابانية، حيث قُتل على أثرها الناس، اختفى بعضهم أو توارى عن الأنظار. تعرضت حينها الممتلكات الصينية والهولندية للسَلب والتدمير.
بدأ الغزو في أوائل عام 1942، كان سريعًا وكاملًا، حيث وقعت أجزاء من «سولاويزي» و«كاليمانتان» بحلول شهر يناير 1942 تحت سيطرة القوات اليابانية، بحلول شهر فبراير 1942 هبط اليابانيون وتمركزوا في سومطرة حيث كانوا قد حرّضوا «الأتشيهيون» -مجموعة عِرقية تعيش في آتشيه أقصى شمال سومطرة- على التمرد ضد الهولنديين. في التاسع عشر من فبراير بعد أن استولى اليابانيون على جزيرة «أمبون»، هبطت فرقة العمل اليابانية الشرقية في «تيمور»، مُسقطة وحدة مظليّة خاصة إلى تيمور الغربية بالقرب من «كوبانغ»، وهبطت في منطقة «ديلي» في الجزء البرتغالي من تيمور لطرد قوات التحالف التي غزت في ديسمبر. كان أخر جهد للتحالف في 27فبراير لاحتواء التقدم الياباني وتم تحييده جانبًا نتيجة لهزيمتهم في معركة بحر جاوة. هبطت القوات اليابانية في أربعة أماكن على طول الساحل الشمالي ل جاوة دون أي عوائق تُذكر. حيث انها شهدت أعنف قتال في كل من أمبون، تيمور، كاليمانتان وبحر جاوة، أما في الأماكن التي لم يكن فيها تواجد للقوات الهولندية، فلم يحصل فيها قتال. استسلم القائد الهولندي في التاسع من مارس 1942 مع الحاكم العام «جونكير إيه.دبليو.إل».
استُقبل الاحتلال الياباني في بادئ الأمر بالترحيب والحماس والتفاؤل من الإندونيسيين الذين جاؤوا للقاء الجيش الياباني مُلوّحين بالأعلام ويهتفون بالجُمل المؤيّدة مثل (اليابان شقيقنا الأكبر)، ومع التقدّم الياباني قام الإندونيسيون المتمردون في كل جزء من الجزر الهندية تقريبًا بقتل مجموعات الأوروبيين (وبخاصة الهولنديين) وأبلغوا اليابانيين بشكل موثوق عن مكان تواجد مجموعات أكبر. أفاد الكاتب الإندونيسي الشهير برامويديا أنانتا توير: «مع وصول اليابانيين، كان الجميع متحمّسًا مفعمًا بالأمل، باستثناء أولئك الذين عملوا تحت إمرة الهولنديين».